# شوتا یوشینو
شوتا یوشینو (انگلیسی: Shuta Yoshino؛ زادهٔ ۲۰ مارس ۱۹۴۳) بوکسور اهل ژاپن بود.